# جوليا باردو
جوليا باردو (بالإنجليزية: Julia Pardoe)‏ (4 ديسمبر 1806 في المملكة المتحدة - 26 نوفمبر 1862)؛ كاتِبة وروائية بريطانية.